# 高校生のための国際科学学校
高校生のための国際科学学校（英: Professor Harry Messel International Science School (ISS))は、オーストラリアのシドニー大学で開かれている国際科学学校である。2年に1度、世界各国から選抜された高校生を招き、物理、生物学、天文学などの分野において、ノーベル賞受賞者による講義を開くなど最先端の科学知識に触れさせることを目的としている。
期間は2週間。滞在費などはすべて無料となる奨学制度で、オーストラリア、ニュージーランドをはじめとして、英国、米国、日本、中国、タイなどから百数十名が参加する。日本からは文部科学省が内閣総理大臣オーストラリア科学奨学生事業として、毎回10人ほどを派遣している。